# Xavier Pascual Fuertes

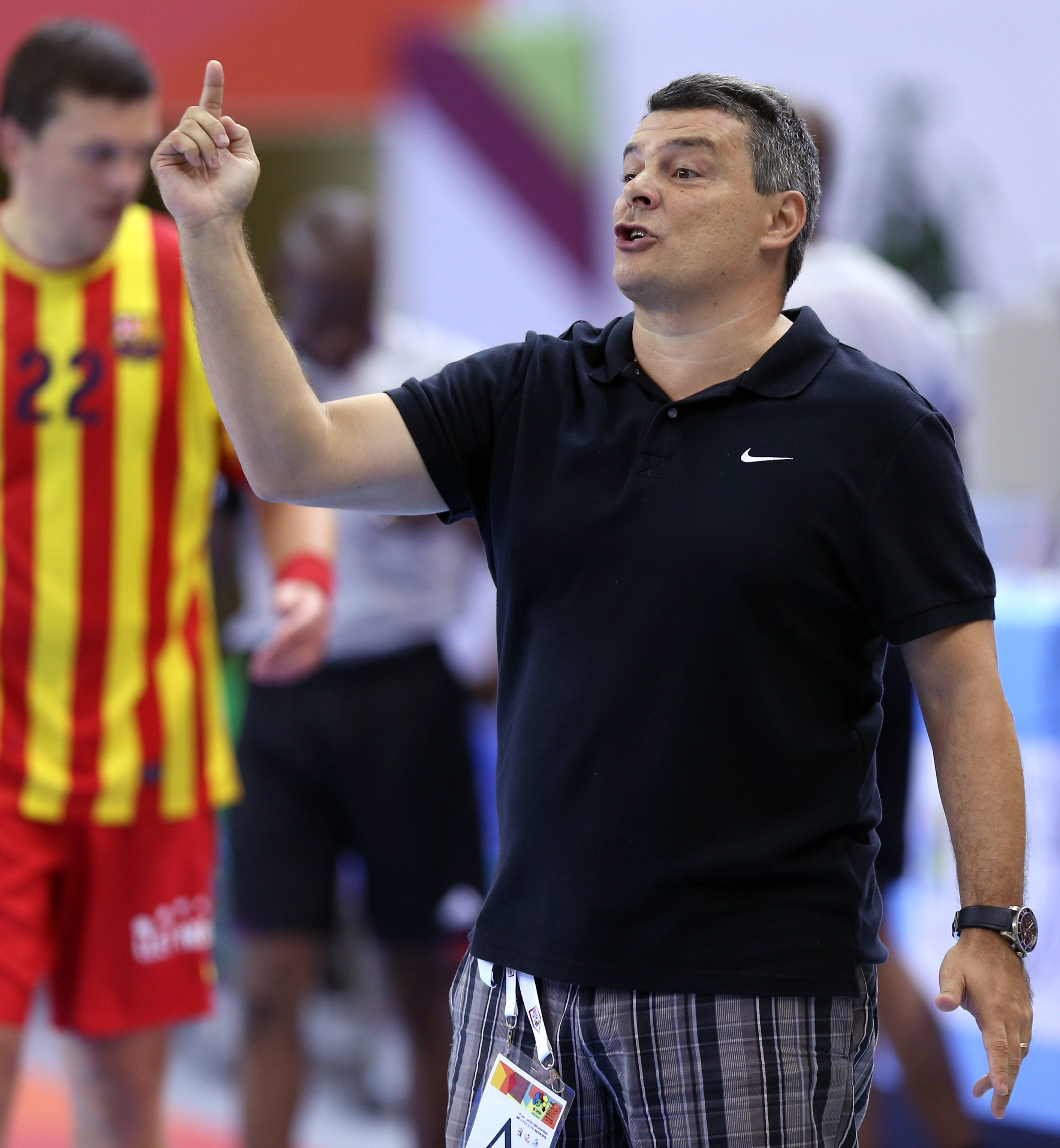
Xavi Pascual dirigiendo al FC Barcelona contra el Al Rayyan en la Super Globe de la IHF 2013.

Xavier Pascual Fuertes (Barcelona, 8 de marzo de 1968), apodado Pasqui, es un exjugador y entrenador de balonmano español. Entrenó al Fútbol Club Barcelona desde el 9 de febrero de 2009, cuando sustituyó a Manolo Cadenas, hasta 2021. Como entrenador del equipo de balonmano del Fútbol Club Barcelona ha conseguido en alguna ocasión todos los títulos de las competiciones que ha  disputado (Super Globe, Velux EHF Champions League, Liga Asobal, Copa del Rey, Supercopa Asobal, Copa Asobal, Liga de los Pirineos y Supercopa de Cataluña).

## Trayectoria

### Como jugador
- Voramar
- FC Barcelona (1986-87 y 1989-91)
- Palautordera
- Teucro
- Ademar
- Guadalajara
- Gáldar
- BM Chapela
- SD Academia Octavio (1999-2006)

### Como técnico
- FC Barcelona:
  - Entrenador de porteros (2005-08)
  - Coordinador de los equipos base (2006-08)
  - Segundo entrenador (2008)
  - Entrenador principal (2009-2021)
- Selección de balonmano de Rumania: (2016-18)
- Dinamo de Bucarest (2021- )[3]
- Selección de balonmano de Rumania: (2021- )[4]

## Palmarés como entrenador
Títulos internacionales
- 5 Campeonato Mundial de Clubes: 2013, 2014, 2017, 2018, 2019.
- 3 Liga de Campeones de la EHF: 2010-2011, 2014-2015, 2020-2021

Títulos nacionales
- 11 Ligas ASOBAL: 2010-2011, 2011-2012, 2012-2013, 2013-2014, 2014-2015, 2015-2016, 2016-2017, 2017-2018, 2018-2019, 2019-20, 2020-21.
- 10 Copas del Rey: 2008-2009, 2009-2010, 2013-2014, 2014-2015, 2015-2016, 2016-2017, 2017-2018, 2018-19, 2019-20, 2020-21.
- 10 Supercopas de España: 2009-2010, 2012-2013, 2013-2014, 2014-2015, 2015-2016, 2016-2017, 2017-2018, 2018-2019, 2019-2020, 2020-21.
- 11 Copas ASOBAL: 2009-2010, 2011-2012, 2012-2013, 2013-2014, 2014-2015, 2015-2016, 2016-2017, 2017-2018, 2018-2019, 2019-2020, 2020-21.

Títulos regionales
- 3 Liga de los Pirineos: 2009-2010, 2010-2011, 2011-2012.
- 8 Supercopa de Cataluña: 2012-2013, 2014-2015, 2015-2016, 2016-2017, 2017-2018, 2018-2019, 2019-2020, 2020-21.